# Donato Giuliani
Donato Giuliani (Spoltore, 4 oktober 1946 – Atri, 26 april 2025) was een Italiaans wielrenner. 

## Biografie
Giuliani was prof tussen 1970 en 1977. Tijdens zijn carrière won hij een etappe in zowel de Ronde van Zwitserland als de Ronde van Romandië en nam hij zevenmaal deel aan de Ronde van Italië.
Na zijn actieve carrière was hij eind jaren 80 enkele jaren ploegleider. In 2008 en 2009 was hij ploegleider van het Zwitserse Hadimec-Nazionale Elettronica. Daarna werd hij voor het leven geschorst vanwege zijn banden met dopingimporteur Aleksandar Nikačević, die werd onderzocht in operatie Via col Doping van de Italiaanse officier van justitie Benedetto Roberti.
Op 78-jarige leeftijd overleed hij.

## Palmares

### Overwinningen
1972
1e etappe Ronde van Zwitserland
1973
2e etappe Ronde van Romandië

### Resultaten in voornaamste wedstrijden
| Jaar | Ronde van Italië | Ronde van Frankrijk | Ronde van Spanje |
| ---- | ---------------- | ------------------- | ---------------- |
| 1970 |                  |                     |                  |
| 1971 | 14e              |                     |                  |
| 1972 | 18e              |                     |                  |
| 1973 | 36e              |                     |                  |
| 1974 | 29e              |                     |                  |
| 1975 | 27e              | opgave              |                  |
| 1976 | 35e              | 32e                 |                  |
| 1977 | 82e              |                     |                  |

| Jaar | Milaan-San Remo | Ronde van Lombardije |
| ---- | --------------- | -------------------- |
| 1970 | 92e             | 26e                  |
| 1971 |                 | 18e                  |
| 1972 |                 |                      |
| 1973 | 92e             |                      |
| 1974 | 26e             |                      |
| 1975 |                 |                      |
| 1976 | 47e             |                      |
| 1977 | 123e            |                      |

## Ploegen
- 1970 –  Filotex
- 1971 –  Filotex
- 1972 –  Filotex
- 1973 –  Filotex
- 1974 –  Filotex
- 1975 –  Jolljceramica
- 1976 –  Jolljceramica
- 1977 –  Jolljceramica